# Tytthus insperatus
Tytthus insperatus är en insektsart som först beskrevs av Knight 1925.  Tytthus insperatus ingår i släktet Tytthus och familjen ängsskinnbaggar. Inga underarter finns listade i Catalogue of Life.